# Aéroport international d'Harare
Pour les articles homonymes, voir HRE.
L'Aéroport international d'Harare (code IATA : HRE • code OACI : FVRG) est un aéroport situé à Harare, au Zimbabwe. Cet aéroport est dirigé par les Autorités civiles de l'aviation du Zimbabwe et constitue la plate-forme de correspondance (hub) de la compagnie nationale du Zimbabwe, Air Zimbabwe. La piste de l'aéroport, qui mesure 4 725 m est l'une des plus longues du continent africain.
En 2004, 592 437 passagers ont transité dans l'aéroport (+6,9 % par rapport à l'année précédente).[réf. souhaitée]

## Situation
| Bulawayo Hararé Victoria · Falls |

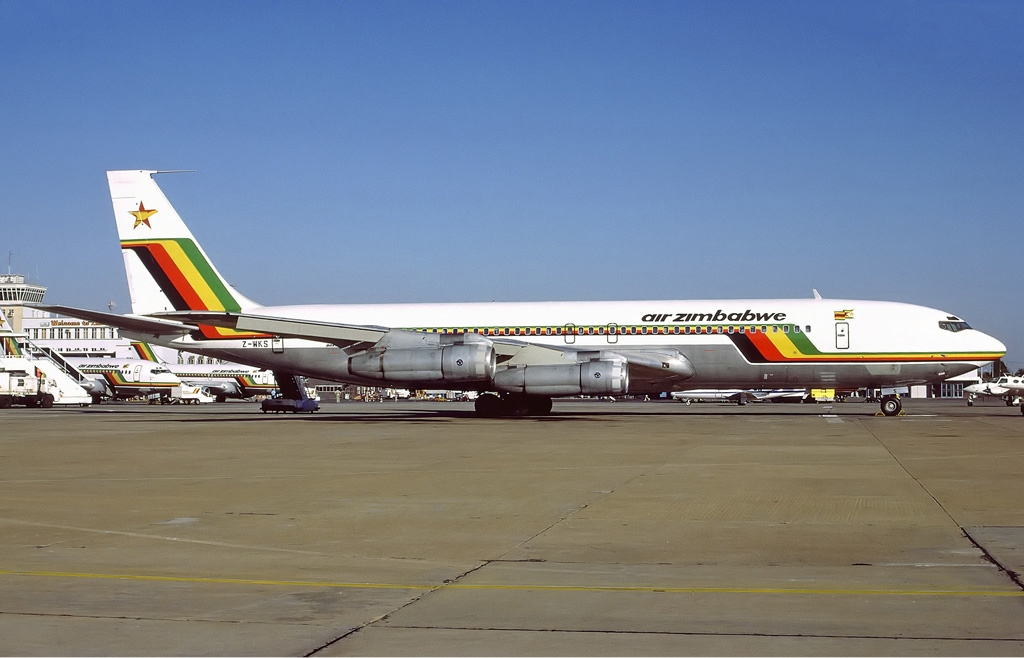
Air Zimbabwe Boeing 707-330B at Harare Airport en 1992.
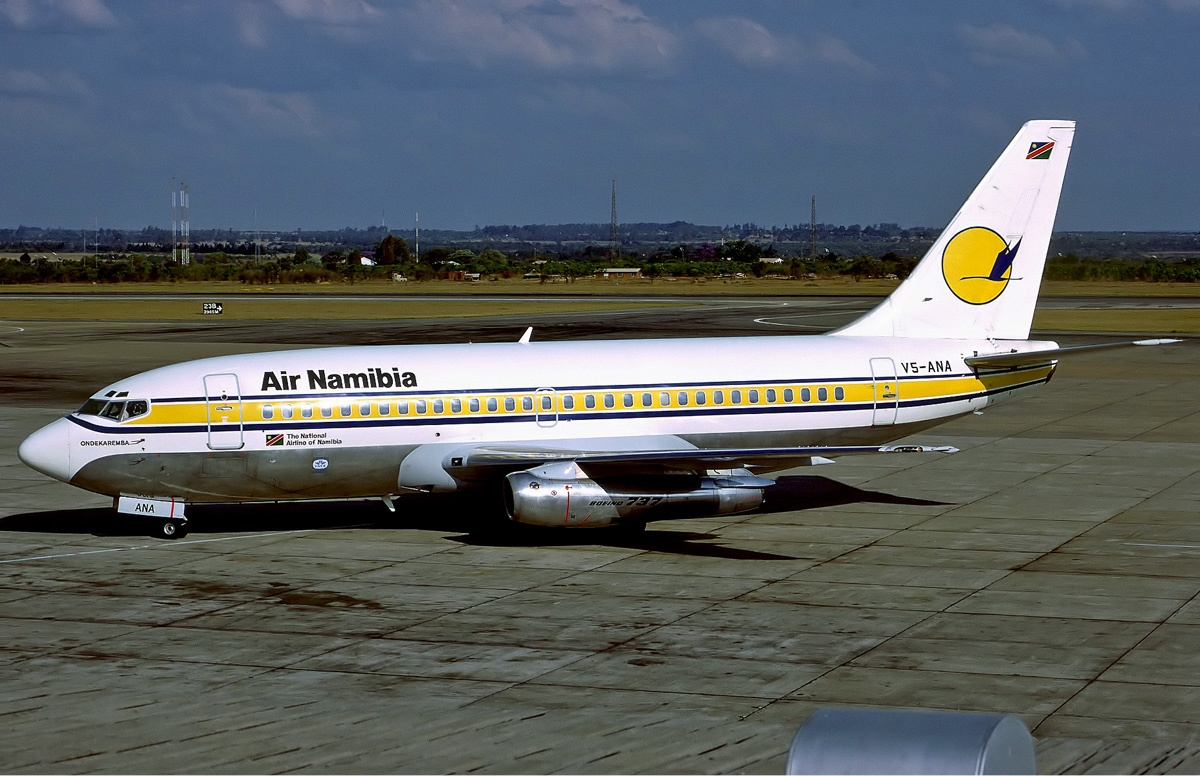
[2]Air Namibia Boeing 737-200 en novembre 1992

## Compagnies et destinations
| Compagnies              | Destinations                                                                       |
| ----------------------- | ---------------------------------------------------------------------------------- |
| Airlink                 | Durban-King Shaka, Johannesbourg OR Tambo, Le Cap                                  |
| Air Tanzania            | Dar es Salam-J. Nyerere                                                            |
| Air Zimbabwe            | Bulawayo-J. Nkomo, Dar es Salam-J. Nyerere, Johannesbourg OR Tambo, Victoria Falls |
| Emirates                | Dubaï                                                                              |
| Eswatini Air            | Manzini-Roi Mswati III                                                             |
| Ethiopian Airlines      | Addis-Abeba Bole                                                                   |
| Fastjet Zimbabwe        | Bulawayo-J. Nkomo, Johannesbourg OR Tambo, Kariba, Victoria Falls                  |
| FlySafair               | Johannesbourg OR Tambo                                                             |
| Kenya Airways           | Lusaka, Nairobi-J. Kenyatta                                                        |
| LAM Mozambique Airlines | Lusaka, Maputo                                                                     |
| Malawian Airlines       | Lilongwe (Kamuzu), Lusaka                                                          |
| Proflight Zambia        | Lusaka                                                                             |
| Qatar Airways           | Doha-Hamad                                                                         |
| Rwandair                | Kigali, Le Cap                                                                     |
| South African Airways   | Johannesbourg OR Tambo                                                             |
| TAAG Angola Airlines    | Luanda-Quatro de Fevereiro                                                         |
| Zambia Airways          | Lusaka                                                                             |

Édité le 29/05/2020  Actualisé le 30/11/2023

## Statistiques
Pour des raisons techniques, il est temporairement impossible d'afficher le graphique qui aurait dû être présenté ici.

Voir la requête brute et les sources sur Wikidata.